# 紅鸞
紅鸞是傳說中國古代的遠古神鳥，有著公雞的形狀，身上披著紅毛，爪有五趾，叫聲如“則至”而有五音，即五音俱全。然而這隻「紅鸞」，其實和傳說中的珍禽「烏骨雞」形象非常類似，不同之處唯有牠們的毛色，一赤一烏。
此神鳥在傳統地位上，僅次於鳳凰，據《山海經》所載，紅鸞神鳥出於女渦山，有安寧和平的象徵。因其聲音悅耳，與鳳凰相像，民間將紅鸞與鳳凰拉上，即“鸞鳳和鳴”一詞。

## 延伸閱讀
- 鳳凰
- 烏骨雞
- 紅鸞星

## 外部連結
- 原來鳳凰真的存在過，原來是這貨（繁體中文）